# Athabasca (řeka)
Athabaska (anglicky Athabasca River) je řeka na západě Kanady v provincii Alberta v povodí řeky Mackenzie. Je 1 231 km dlouhá. Povodí má rozlohu 153 000 km².

## Průběh toku
Pramení v kanadské části Skalistých hor v oblasti Columbia Icefield a protéká národním parkem Jasper (vodopády Athabasca Falls), severní částí Velkých planin. Ústí do západní části jezera Athabasca, přičemž vytváří deltu. Nad Fort McMurray vytváří peřeje, dlouhé 140 km.

### Povodí
Řeka protéká poměrně netknutou přírodou provincie Alberta, na jejímž povodí převládají severská tajga a mokřady nebo bažiny. Oblast, kterou protéká, je málo obydlená, žije tu max. několik tisíc tzv. prvních národů (kanadské označení pro původní obyvatele amerického kontinentu). V povodí se nachází jedno ze tří ložisek dehtových písků, což této oblasti může dodat geopolitického významu.

### Přítoky
- zleva – Malá Otročí řeka,
- zprava – Pembina, Clearwater, Firebag.

## Vodní režim
Zdrojem vody jsou ledovce ze systému Columbia Icefield. Nejvodnější je pozdě na jaře. Zamrzá od listopadu do dubna.

## Využití
Vodní doprava je rozvinutá od říčního přístavu při ústí řeky Clearwater.